# Lumbricillus kalatdlitus
Lumbricillus kalatdlitus är en ringmaskart som beskrevs av Nurminen 1970. Lumbricillus kalatdlitus ingår i släktet Lumbricillus och familjen småringmaskar. Inga underarter finns listade i Catalogue of Life.